# Dein und mein Geheimnis
Dein und mein Geheimnis (jap. 僕と彼女の×××, Boku to Kanojo no XXX) ist ein Manga von Ai Morinaga, der von 2001 bis 2011 erschien. Das Werk wurde in mehrere Sprachen übersetzt und lässt sich in die Genre Comedy und Romantik einordnen. 

## Handlung
Der sanfte und zurückhaltende Akira Uehara (上原 あきら) hat sich in die süß aussehende, aber grobe und unkultivierte Nanako Momoi (桃井 菜々子) verliebt. Obwohl sie ihn nicht an sich heranlässt, will er sich um sie kümmern, als sie krank wird. Doch als er sie besucht, will ihr verrückter Großvater ein Experiment an ihr durchführen. Als Akira dies verhindern will, tauschen beide ihre Körper. Kurz darauf flieht Nanakos Großvater nach Hawaii und sie können den Austausch nicht mehr rückgängig machen. 
Nach anfänglichen Problemen fühlt sich Nanako in Akiras Körper wohl. Mit ihrer Art wird er zum Schwarm aller Mädchen und bald verliebt sie sich in Makoto Shiina (椎名 真琴), die einmal Nanakos beste Freundin war. Auch Akiras Familie nimmt dessen Veränderung wohlwollend auf. Akiras ehemaliger Kumpel Shinnosuke Senbongi (千本木 進之介,) hat sich währenddessen in Nanako verliebt, in deren Körper Akira steckt. So ist Akira mit dem Körpertausch als einziger unzufrieden. 
Shinnosuke versucht nun mehrmals, Nanako für sich zu gewinnen, doch der in ihr steckende Akira will dies zunächst nicht zulassen. Auf der Abschlussklassenfahrt akzeptiert Akira schließlich seinen neuen Körper und geht mit Shinnosuke eine Beziehung ein, während Nanako mit Makoto zusammenkommt.

## Veröffentlichung
Von März bis Dezember 2001 erschien der Manga im Magazin Stencil bei Square Enix. Ab April 2002 erschien er dann im Comic Blade bei Mag Garden und wechselte zum November 2007 in das Magazin Comic Blade Avarus des gleichen Verlags. Das letzte Kapitel erschien August 2011. Mag Garden brachte den Manga auch in acht Sammelbänden heraus. 
Der Manga erscheint auf Englisch bei Tokyopop, auf Italienisch bei Star Comics und auf Spanisch bei Ediciones Mangaline. Eine deutsche Ausgabe erschien von Oktober 2007 bis Juni 2012 bei Tokyopop. Die deutsche Übersetzung stammt von Karsten Küstner.

## Adaption
Am 21. April 2006 kam der Realfilm Boku to Kanojo no XXX in die japanischen Kinos, der auf dem Manga basiert. 

## Rezeption
Laut Splashcomics hat Ai Morinaga die schon oft verwendete Idee der vertauschten Körper gelungen neu umgesetzt und die geschlechtstypischen Situationen, in denen sich die Charaktere wiederfinden, witzig und treffend wiedergegeben. Die Geschichte sei romantisch wie witzig und die Zeichnungen schön und weich ausgeführt.